# Mitella integripetala
Mitella integripetala är en stenbräckeväxtart som beskrevs av Boissieu. Mitella integripetala ingår i släktet Mitella och familjen stenbräckeväxter. Inga underarter finns listade i Catalogue of Life.